# Zoborožec černobílý
Zoborožec černobílý (Bycanistes subcylindricus) je velký druh zoborožce ze střední Afriky, který se vyznačuje nápadně velkým zobákem s přerostlou přilbicí a černobílým opeřením.   

## Systematika a rozšíření
Zoborožce černobílého formálně popsal v roce 1871 britský ornitolog Philip Sclater jako Buceros subcylindricus. Druhové jméno subcylindricus se skládá z latinského sub (= „při“) a odkazuje k jinému zoborožci Bucero cylindricus (dnes Bycanistes cylindricus, tedy zoborožec pruhoocasý). Zoborožec černobílý se řadí do rodu ovocožravých afrických zoborožců Bycanistes. Rozlišují se následující dva poddruhy:
- B. s. subcylindricus (Sclater, PL, 1871) – rozšířen od Sierra Leone po západní Nigérii;
- B. s. subquadratus Cabanis & Schütt, 1881 – od východní Nigérie po západní Keňu, severozápadní Tanzanii, Angolu a Konžskou demokratickou republiku.

## Popis

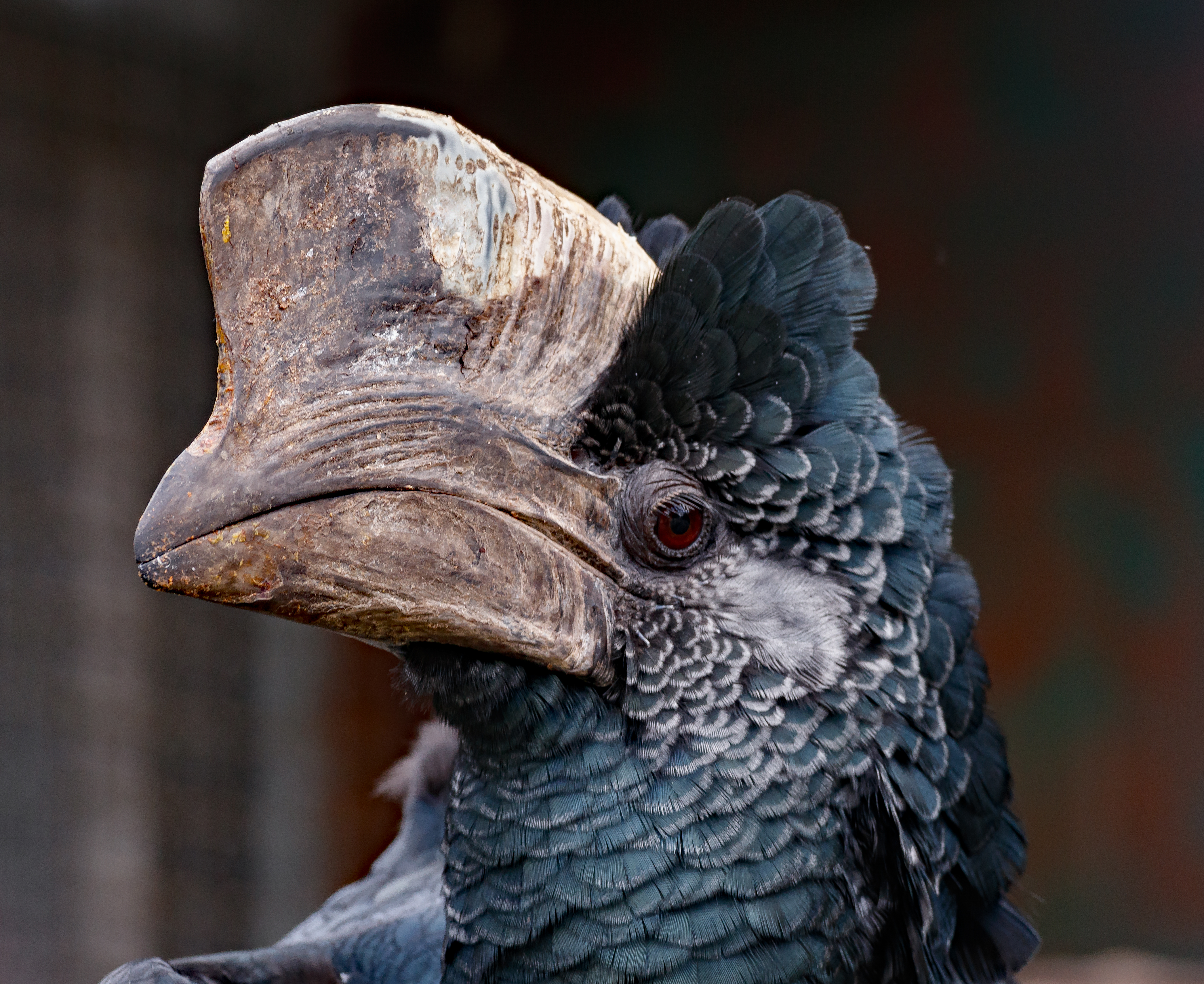
Detail hlavy

Tento 60–70 cm vysoký zoborožec se vyznačuje černobílým opeřením a mohutným zobák s velkou přilbicí. Hlava, krk, hruď a hřbet jsou černé. Kostřec a horní i spodní krovky ocasní jsou bílé, stejně jako břicho a boky. Ocas je bílý, avšak středový pár ocasních per je černý a přes ocas se táhne černý příčný pruh. V oblasti tváří je opeřené šedé. Křídla jsou u báze převážně černá, u konců bílá. Zobák a přilbice jsou tmavě hnědé. Přilbice je velmi vysoká a její hřebe se zakřivuje směrem dolů společně se zobákem. Boční strany přilbice jsou zvlněné. Oči jsou u samce červené, u samice hnědé. Vedle jiné barvy očí se samice vyznačuje mj. menší velikostí těla a nižší přilbicí.

## Biologie
Nejčastěji se vyskytuje v lesnaté krajině na hranici mezi sekundárním a primárním lesem, občas se objeví poblíž plantáží. Pro hnízdění si zásadně vybírá starší prales s dostatkem vzrostlých stromů pro hnízdění. Obývá nížiny od hladiny moře až po vysokohorské oblasti o nadmořské výšce 2600 m. Živí se převážně ovocem (hlavně fíky), občas sezobne i kus mechu, houbu nebo lišejník, případně i většího obratlovce, jako jsou housenky, brouci nebo cvrčci, nebo i menšího obratlovce (letouna, plaza, menšího ptáka na hnízdě aj.). Zdržuje se převážně v korunách stromů, kde může občas shánět potravu následováním tlupy primátů nebo veverek.

### Hnízdění
Podobně jako ostatní zoborožci, i zoborožec černobílý hnízdí v dutinách stromů, na kterých se samice zazdí směsí různých materiálů stmelených trusem a blátem. V následujícím období snášení, inkubace i výchovy mláďat ji veškerou potravu zajišťuje samec. Samice snáší 2 vejce, většinou však přežije jen jedno mládě. Inkubace trvá kolem 42 dní, výchova mláďat dalších asi 75 dní. Celý hnízdní cyklus trvá kolem 115–142 dní; během této doby je samice trvale zazděná na hnízdě a vylétává až s mladým potomkem.

## Ohrožení
Mezinárodní svaz ochrany přírody (IUCN) považuje zoborožce černobílého za málo dotčený druh. Populace sice nebyla kvantifikována, avšak druh je popisován jako místně neobvyklý až běžný.